# 塩川哲也
塩川 哲也（しおかわ てつや、1968年4月10日 - ）は、日本の元サッカー選手。現役時代のポジションはミッドフィールダー。

## 来歴
清水東高校では1学年上に武田修宏、同期に長澤徹らがいる。3年時には高校総体に出場したが、高校選手権は静岡県予選決勝で東海大学第一高校に敗れた。
高校卒業後に順天堂大学へ進学し蹴球部に入部。同期に大嶽直人、1学年下に森山泰行らがいる。4年時の1990年には主将を務めると中盤を牽引し、関東大学選手権、総理大臣杯、関東大学リーグの三冠獲得に貢献した。
1991年に日本サッカーリーグ1部の松下電器産業サッカー部に加入。1990-91シーズンのJSL1部第11節で追加登録され、同年3月24日に行われた本田技研戦でデビュー。同年12月1日に行われた1991-92シーズンのJSL1部第11節、三菱自動車戦で初得点を決めた。JSL1部では通算6試合に出場し1得点を記録した。
1992年、プロ化によりガンバ大阪へ移行後もチームに在籍したが、翌1993年のJリーグ開幕前に退団した。

## 個人成績
| 国内大会個人成績 | 国内大会個人成績 | 国内大会個人成績 | 国内大会個人成績 | 国内大会個人成績 | 国内大会個人成績 | 国内大会個人成績 | 国内大会個人成績 | 国内大会個人成績 | 国内大会個人成績 | 国内大会個人成績 | 国内大会個人成績 |
| 年度             | クラブ           | 背番号           | リーグ           | リーグ戦         | リーグ戦         | リーグ杯         | リーグ杯         | オープン杯       | オープン杯       | 期間通算         | 期間通算         |
| 年度             | クラブ           | 背番号           | リーグ           | 出場             | 得点             | 出場             | 得点             | 出場             | 得点             | 出場             | 得点             |
| 日本             | 日本             | 日本             | 日本             | リーグ戦         | リーグ戦         | リーグ杯         | リーグ杯         | 天皇杯           | 天皇杯           | 期間通算         | 期間通算         |
| ---------------- | ---------------- | ---------------- | ---------------- | ---------------- | ---------------- | ---------------- | ---------------- | ---------------- | ---------------- | ---------------- | ---------------- |
| 1990-91          | 松下             | 32               | JSL1部           | 2                | 0                | 0                | 0                | 0                | 0                | 2                | 0                |
| 1991-92          | 松下             | 16               | JSL1部           | 4                | 1                | 0                | 0                | 1                | 1                | 5                | 2                |
| 1992             | G大阪            | -                | J                | -                | -                | 0                | 0                | 0註1             | 0                | 0                | 0                |
| 通算             | 日本             | 日本             | J                | 0                | 0                | 0                | 0                | 0                | 0                | 0                | 0                |
| 通算             | 日本             | 日本             | JSL1部           | 6                | 1                | 0                | 0                | 1                | 1                | 7                | 2                |
| 総通算           | 総通算           | 総通算           | 総通算           | 6                | 1                | 0                | 0                | 1                | 1                | 7                | 2                |

註1 1回戦の三菱自工水島戦のメンバーについては不明。